# Singularity (álbum de Northlane)
Singularity en el segundo álbum de estudio de la banda australiana de metalcore, Northlane. Fue lanzado por We Are Unified y Distort el 22 de marzo de 2013. Este es el último álbum del vocalista Adrian Fitipaldes después de irse de la banda en septiembre de 2014.

## Lista de canciones
| N.º | Título                       | Duración |  |
| 1.  | «Genesis»                    | 1:36     |  |
| 2.  | «Scarab»                     | 3:07     |  |
| 3.  | «Windbreaker»                | 3:44     |  |
| 4.  | «Worldeater»                 | 3:50     |  |
| 5.  | «Quantum Flux»               | 3:59     |  |
| 6.  | «Dream Awake»                | 4:17     |  |
| 7.  | «The Calling»                | 3:12     |  |
| 8.  | «Masquerade» (ft. Drew York) | 3:33     |  |
| 9.  | «Singularity»                | 3:46     |  |
| 10. | «Aspire»                     | 3:46     |  |

## Listas
| Lista (2013)          | Posición más alta |
| --------------------- | ----------------- |
| Australian ARIA Chart | 3                 |

## Personal
Northlane
- Adrian Fitipaldes – Voz, letras
- Jon Deiley – Guitarra líder
- Josh Smith – Guitarra rítmica
- Alex Milovic – Bajo
- Nic Pettersen – Batería, percusión

Producción
- Grabación de sonido, productor, mixeo y masterización por William Putney @ The Machine Shop
- Ingeniería por William Putney y Randy LeBoeuf
- Edición por Zak Cervini y Alberto de Icaza
- Spoken word por Terence McKenna
- A&R por Luke Logemann
- Dirección de arte y diseño por Pat Fox
- Fotografía por Ben Clement[7]